# BL-15-inch-Mk-I-Schiffsgeschütz
Das 15-inch (381 mm) Mk I Schiffsgeschütz war die langlebigste und am meisten eingesetzte Großkaliberkanone der britischen Royal Navy. Die Konstruktion dieser Waffe basierte weitgehend auf der 13,5-inch (343 mm) Kanone Mark V und wurde bis zum Ende des Zweiten Weltkriegs eingesetzt.

## Konstruktion
Bei diesem Geschütz handelte es sich um eine verbesserte Version des 13,5-inch Mk V Marinegeschützes. Es war speziell für die Bewaffnung der neuen Schlachtschiffe gedacht, die als Antwort der Briten auf das Flottenwettrüsten zwischen Großbritannien und Deutschland gebaut wurden. Trotz der übereilten Entwicklung, die normalerweise langwierigen und umfangreichen Testphasen bei der Entwicklung eines neuen Geschützes wurden aufgrund der Notwendigkeit einer schnellen Umsetzung ignoriert, erfüllte das Geschütz alle Erwartungen und stellte in beiden Weltkriegen eine angemessene Bewaffnung für Schlachtschiffe, Schlachtkreuzer und Monitore dar.

### Kanone
Das Geschütz war eine damals übliche Drahtrohrkonstruktion. Das verjüngte innere A-Rohr hatte vier Anschlagschultern, die vorderste 12.047 mm von der Mündung entfernt, und bestand aus einem A-Rohr, einem durchgehenden mehrgängigen Stahldraht, einem B-Rohr sowie einem überlappenden Mantel und Verschlussring. Die Verschlussbuchse wurde in das A-Rohr geschraubt. Der Welin-Schraubenverschluss wurde durch einen hydraulischen Vickers-Mechanismus betätigt und wog 2896 kg.

### Lafetten
Alle Lafetten der Geschütze waren in Zwillingstürmen untergebracht. Die Lafetten trugen die Bezeichnung Mk I, Mk I*,  Mk I/N, Mk I*/N, Mk I/N RP und Mk II. mit einer maximalen Elevation von 20°–30°. Die maximale Reichweite betrug bei 30° Elevation und einer Mündungsgeschwindigkeit von 749 m/s  30.680 m.

## Verwendung
Die Kanone wurde von 1914 bis 1946 in folgenden Schiffen bzw. Schiffsklassen eingesetzt:
- Queen-Elizabeth-Klasse
- Revenge-Klasse
- Renown-Klasse
- Hood
- Courageous
- Glorious
- Erebus-Klasse
- Marshal-Ney-Klasse
- Roberts-Klasse
- Vanguard